# Gorski turizem
Gorski turizem je najbolj značilna in množična oblika turizma. Slovenski gorski turizem je po podatkih Statističnega urada RS na drugem mestu po številu nočitev (Stat 2012). Gorski turizem vključuje široko paleto oz.vrsto aktivnosti za ljubitelje različnih preferenc, od pohodnikov in planincev do jamarjev in orientantov, vse pa si delijo ljubezen do narave in preživljanje časa na prostem.

## 1- Osnovne značilnosti gorskega turizma
- Gorski turizem ima dve kvalitetni sezoni, poletno in zimsko. Zaradi ugodne klime in bližine mest so gorska območja popularna turistična destinacija. Obstajajo različne aktivnosti za turiste
- Vrste turizma v gorah, predvsem na zmernih in subtropskih širinah, določajo ugodnejše podnebne razmere nad mestnimi naselji kot turistične razpršitve. Glede na to, kakšen letni čas je, obstajajo različne dejavnosti, ki jih lahko počnejo turisti.
- Prevladujoča znamenitost za rekreacijo; Gore so pravi kompleksi naravne in turistične vrednosti, kar omogoča različne rekreativne dejavnosti, tako pozimi kot poleti, pa tudi v drugih delih leta.
- Daljše bivanje turista; Za razliko od obalnega turizma gorski turizem zahteva obsežno in raznoliko gradnjo trdnih in kakovostnih nastanitvenih in gostinskih objektov ter pripadajoče infrastrukture, ki se zaradi neugodnih vremenskih razmer ali težkega prevoza (zlasti v visokogorskih območjih) pogosto podaljša, kar odpira vprašanje dobičkonosnosti - turistični posel. Zaradi tega se razvoj gorskega turizma osredotoča na zelo privlačne gore (Alpe), ki s svojo vsebino spodbujajo daljše bivanje ali pa se nahajajo v neposredni bližini mestnih naselij, kar je ugodno za razvoj izletniškega turizma[3].

### Rekreacijske dejavnosti, ki jih je mogoče izvajati na načrtih
- Zimski športi
- Pohodne ture
- Gorništvo
- Jahanje
- Vodni športi (rafting, kanjoning)
- Padalstvo
- Gorsko kolesarjenje
- Nabiranje zdravilnih rastlin
- Nabiranje gozdnih sadežev
- Speleologija
- plezanje
- Lov in ribolov

## 2- Gore kot turistični motivi
V gorah se jasno odlikujejo velike višine reljefa na kopnem, ki se dvigajo iz okoliških nižjih in višjih ravnih terencev, katerih sestavni elementi so: vznožje, pobočja in vrh. Spadajo v vrsto rekreativnih, natančneje geomorfoloških turističnih motivov. Gore lahko razdelimo po višini, izvoru itd. Pri ocenjevanju rekreacijske vloge je treba upoštevati lastnosti gore: položaj glede na gosto poseljene nižine, njenoo navpično in vodoravno razporeditev ter širino. Najbolj privlačni so gorski vrhovi, za turistično aktivacijo pa je najprimernejše gorsko vznožje.

## 3-Gorski turizem v Sloveniji
Gorski turizem je najbolj razvit v visokogorju. Tu in v sredogorju je skupno 187 planinskih domov, koč in zavetišč. Planinstvo je na Slovenskem izredno množičen turizem. Predvsem v Julijskih Alpah   je  poleg   domačih   turistov  veliko   tujcev.   Gorski  turizem   ima   v  glavnem   2   sezoni: poletno in zimsko. Poletne turiste pritegne  gorska klima, spust s čolni po rekah, plezanje in  visokogorska pokrajina. Pozimi pa so v ospredju dejavnosti na snegu in ledu, med prvimi alpsko smučanje. V Sloveniji je več kot 300 km sedežnic in vlečnic, ki pritegnejo smučarje predvsem na osojnih pobočjih. smučišča so razmeroma nizko in imajo relativno tanko snežno odejo. Smučišča, ki so višja od 1600 m so le na Krvavcu, Voglu in na Kaninu. Smučarska sezona  je   kratka   zaradi  toplih   zim,   potem  so   tu   tudi  zastarele   naprave,   ki  ne   proizvedejo dovolj   umetnega  snega.   V   gorah  močno   obremenjujejo   okolje  smučišč   s   spremljajočo infrastrukturo. Z urejanjem smučišč so povezana gradbena dela, ki vplivajo na spreminjanje obsega gozdov in vodnih režimov. Na območju smučišč pa živijo  najbolj ogrožene plašne živalske vrste. Za Gorski turizem sta privlačna tudi Bohinjsko in Blejsko jezero. Bohinjsko zaradi   možnosti  obiskov   gora   v  osrčju,   Blejsko   pa  nudi   možnost   za  kopanje   in druge vodne   športe (veslanje) in ima dobro opremljene turistične objekte.

## 4-Sklici
1. ↑  https://eucbeniki.sio.si/geo9/2639/index4.html
2. ↑  »arhivska kopija«. Arhivirano iz prvotnega spletišča dne 28. januarja 2020. Pridobljeno 30. aprila 2020.
3. ↑  Jovičić D. ( 2008): Uvod u turizmologiju i turističku geografij. TON PLUS, Beograd
4. ↑  https://dijaski.net/gradivo/geo_ref_turizem_v_sloveniji_02